# Björkö (Mälar)
Pour les articles homonymes, voir Björkö.
Björkö est une île située sur le lac Mälar, dans la commune d'Ekerö, en Suède.
Le site archéologique de l'époque Viking de Birka, inscrits au patrimoine mondial de l'UNESCO, se trouve dans le nord de l'île. Il comporte notamment 3000 tombes.

## Histoire
Vers le milieu du VIIIe siècle, le port de Birka commence à se développer en relation avec celui de Hovgården situé sur l'île d'Adelsö.